# Жан-Давід Левітт
Жан-Давід Левітт (фр. Jean-David Levitte; 14 червня 1946, Муассак) — французький дипломат, постійний представник Франції при ООН (з 2000 по 2002 рік), посол у США (з 2002 по 2007 рік). Також був дипломатичним радником і шерпом президентів Жака Ширака та Ніколя Саркозі.

## Біографія
Левітт народився 14 червня 1946 року в муніципалітеті Муассак, на півдні Франції. Закінчив Інститут політичних досліджень та Національний інститут східних мов і цивілізацій, де вивчав китайську та індонезійську мови. Одружений з Марі-Сесіль Йонас, має двох дочок.

### Дипломатична кар'єра
Перші посади Левітта були в Гонконгу в 1970 році та в Пекіні, Китай з 1972 по 1974 рік. У самому Міністерстві закордонних справ Франції він обіймав посаду директора з економічних питань (1974—1975), помічника директора із Західної Африки (1984—1986), помічник директора Кабінету (1986—1988), директор Азії та Океанії (1990—1993) та генеральний директор з питань культури, науки та техніки (1993—1995).
У період з 1981 по 1984 рік Левітт був радником постійної місії Франції при ООН в Нью-Йорку. З 1988 по 1990 рік обіймав посаду постійного представника Франції при Управлінні ООН в Женеві.
У період з 1975 по 1981 рік він був chargé de mission в Генеральному секретаріаті президента Валері Жискара д'Естена. У період з 1995 по 2000 рік був дипломатичним радником і шерпою президента Жак Ширака, цю ж посаду обіймав з 2007 по 2012 рік при президенті Ніколя Саркозі.
З 2000 по 2002 рік Левітт був послом Франції при ООН в Нью-Йорку, був президентом Ради Безпеки у вересні 2001 року та головував у засіданнях Ради після нападів на США 11 вересня 2001 року.
З кінця 2002 по 2007 рік Левітт був послом у США. Він вручив свої вірчі грамоти президентові Джорджу Бушу у Вашингтоні 9 грудня 2002 року. Його змінив П'єр Вімон, який був призначений 1 серпня 2007 року.

## Інша діяльність
- Європейська рада з міжнародних відносин (ECFR), член ради[4];
- Французький інститут міжнародних відносин (IFRI), член стратегічної консультативної ради[5];
- Паризька школа міжнародних відносин (PSIA), член стратегічного комітету[6];
- Всесвітній економічний форум (WEF), член глобальної ради майбутнього з геополітики (2018—2019)[7];
- Женевський центр політики безпеки (GCSP), голова Ради Фонду (з 2019)[8].

## Нагороди
- командор ордена Почесного легіону;
- командор ордена Мистецтв та літератури;
- орден «За заслуги» (Франція);
- орден «За заслуги перед Федеративною Республікою Німеччина»;
- Національний орден Кедра;

- орден князя Ярослава Мудрого II ступеня (6 жовтня 2010) — за значний особистий внесок у розвиток українсько-французьких міждержавних відносин[9].